# Nottingham (Nuevo Hampshire)
Nottingham es un pueblo ubicado en el condado de Rockingham en el estado estadounidense de Nuevo Hampshire. En el Censo de 2010 tenía una población de 4.785 habitantes y una densidad poblacional de 38,13 personas por km².

## Geografía
Nottingham se encuentra ubicado en las coordenadas 43°7′47″N 71°7′55″O / 43.12972, -71.13194. Según la Oficina del Censo de los Estados Unidos, Nottingham tiene una superficie total de 125.48 km², de la cual 120.51 km² corresponden a tierra firme y (3.96%) 4.97 km² es agua.

## Demografía
Según el censo de 2010, había 4.785 personas residiendo en Nottingham. La densidad de población era de 38,13 hab./km². De los 4.785 habitantes, Nottingham estaba compuesto por el 96.91% blancos, el 0.42% eran afroamericanos, el 0.31% eran amerindios, el 1.07% eran asiáticos, el 0% eran isleños del Pacífico, el 0.21% eran de otras razas y el 1.09% pertenecían a dos o más razas. Del total de la población el 1.17% eran hispanos o latinos de cualquier raza.